# Lauri Dalla Valle
Lauri Dalla Valle (Kontiolahti, 1991. szeptember 14. –) finn labdarúgó, jelenleg a londoni Fulham csatára.

## Pályafutása

### JIPPO
A finn JIPPO utánpótláscsapatában kezdte karrierjét, majd 2005-ben kölcsönbe került az Internazionale-hoz. 2007-ben a JIPPO-ban bemutatkozott a Veikkausliiga-ban és a finn kupában is, nyolc mérkőzést játszott a JIPPO-ban két év alatt.

### Liverpool
2008-ban vette meg a Liverpool, a felnőttcsapatban tétmérkőzésen a Rabotnicski elleni Európa-liga selejtezőn játszott először és utoljára 2010. július 29-én, Szkopjében.

### Válogatott
Dalla Valle édesapja olasz származású, így akár a dél-európai országot is képviselhetné a labdarúgó-válogatottban. Ifjúsági szinten csak Finnország színeiben szerepelt.

## Statisztikái
Utoljára frissítve: 2012. január 26.
| Csapat                     | Szezon  | Ykkönen        | Ykkönen        | Finn Kupa | Finn Kupa | —             | —             | UEFA  | UEFA | Egyéb | Egyéb | Összesen | Összesen |
| Csapat                     | Szezon  | Meccs          | Gól            | Meccs     | Gól       | Meccs         | Gól           | Meccs | Gól  | Meccs | Gól   | Meccs    | Gól      |
| -------------------------- | ------- | -------------- | -------------- | --------- | --------- | ------------- | ------------- | ----- | ---- | ----- | ----- | -------- | -------- |
| JIPPO                      | 2007    | 8              | 0              | ?         | ?         | —             | —             | —     | —    | —     | —     | 8 (?)    | 0 (?)    |
| Csapat                     | Szezon  | Premier League | Premier League | FA-kupa   | FA-kupa   | Ligakupa      | Ligakupa      | UEFA  | UEFA | Egyéb | Egyéb | Összesen | Összesen |
| Csapat                     | Szezon  | Meccs          | Gól            | Meccs     | Gól       | Meccs         | Gól           | Meccs | Gól  | Meccs | Gól   | Meccs    | Gól      |
| Liverpool                  | 2008–09 | 0              | 0              | 0         | 0         | 0             | 0             | —     | —    | —     | —     | 0        | 0        |
| Liverpool                  | 2009–10 | 0              | 0              | 0         | 0         | 0             | 0             | —     | —    | —     | —     | 0        | 0        |
| Liverpool                  | 2010–11 | 0              | 0              | 0         | 0         | 0             | 0             | 1     | 0    | —     | —     | 1        | 0        |
| Fulham                     | 2010–11 | 0              | 0              | 0         | 0         | 0             | 0             | —     | —    | —     | —     | 0        | 0        |
| Csapat                     | Szezon  | League One     | League One     | FA-kupa   | FA-kupa   | Ligakupa      | Ligakupa      | UEFA  | UEFA | Egyéb | Egyéb | Összesen | Összesen |
| Csapat                     | Szezon  | Meccs          | Gól            | Meccs     | Gól       | Meccs         | Gól           | Meccs | Gól  | Meccs | Gól   | Meccs    | Gól      |
| Bournemouth (kölcsönben)   | 2010–11 | 8              | 2              | —         | —         | —             | —             | —     | —    | —     | —     | 8        | 2        |
| Csapat                     | Szezon  | Premier League | Premier League | FA-kupa   | FA-kupa   | Ligakupa      | Ligakupa      | UEFA  | UEFA | Egyéb | Egyéb | Összesen | Összesen |
| Csapat                     | Szezon  | Meccs          | Gól            | Meccs     | Gól       | Meccs         | Gól           | Meccs | Gól  | Meccs | Gól   | Meccs    | Gól      |
| Fulham                     | 2011–12 | 0              | 0              | 0         | 0         | 0             | 0             | 2     | 0    | —     | —     | 2        | 0        |
| Csapat                     | Szezon  | SPL            | SPL            | Skót Kupa | Skót Kupa | Skót Ligakupa | Skót Ligakupa | UEFA  | UEFA | Egyéb | Egyéb | Összesen | Összesen |
| Csapat                     | Szezon  | Meccs          | Gól            | Meccs     | Gól       | Meccs         | Gól           | Meccs | Gól  | Meccs | Gól   | Meccs    | Gól      |
| Dundee United (kölcsönben) | 2011–12 | 11             | 3              | 0         | 0         | 0             | 0             | —     | —    | —     | —     | 11       | 3        |
| Összesen                   | 2007–   | 27             | 5              | 0         | 0         | 0             | 0             | 3     | 0    | —     | —     | 30       | 5        |

## Linkek
- Dalla Valle adatlapja a Fulham oldalán